# زيتون أربيكوينا
زيتون أربيكوينا، هو صنف من أصناف أشجار الزيتون، الثمرة عطرية صغيرة الحجم، ذات لون بني داكن، ينتشر في أوروبا، يزرع في الغالب في كاتالونيا، إسبانيا، وكذلك كاليفورنيا والأرجنتين وتشيلي وأستراليا وأذربيجان.

## موطن الزراعة والانتشار
أصبح مؤخرًا أحد أصناف الزيتون المنتشرة في العالم،
ويقال أنه تم جلبه إلى هناك من فلسطين في القرن الثامن عشر.

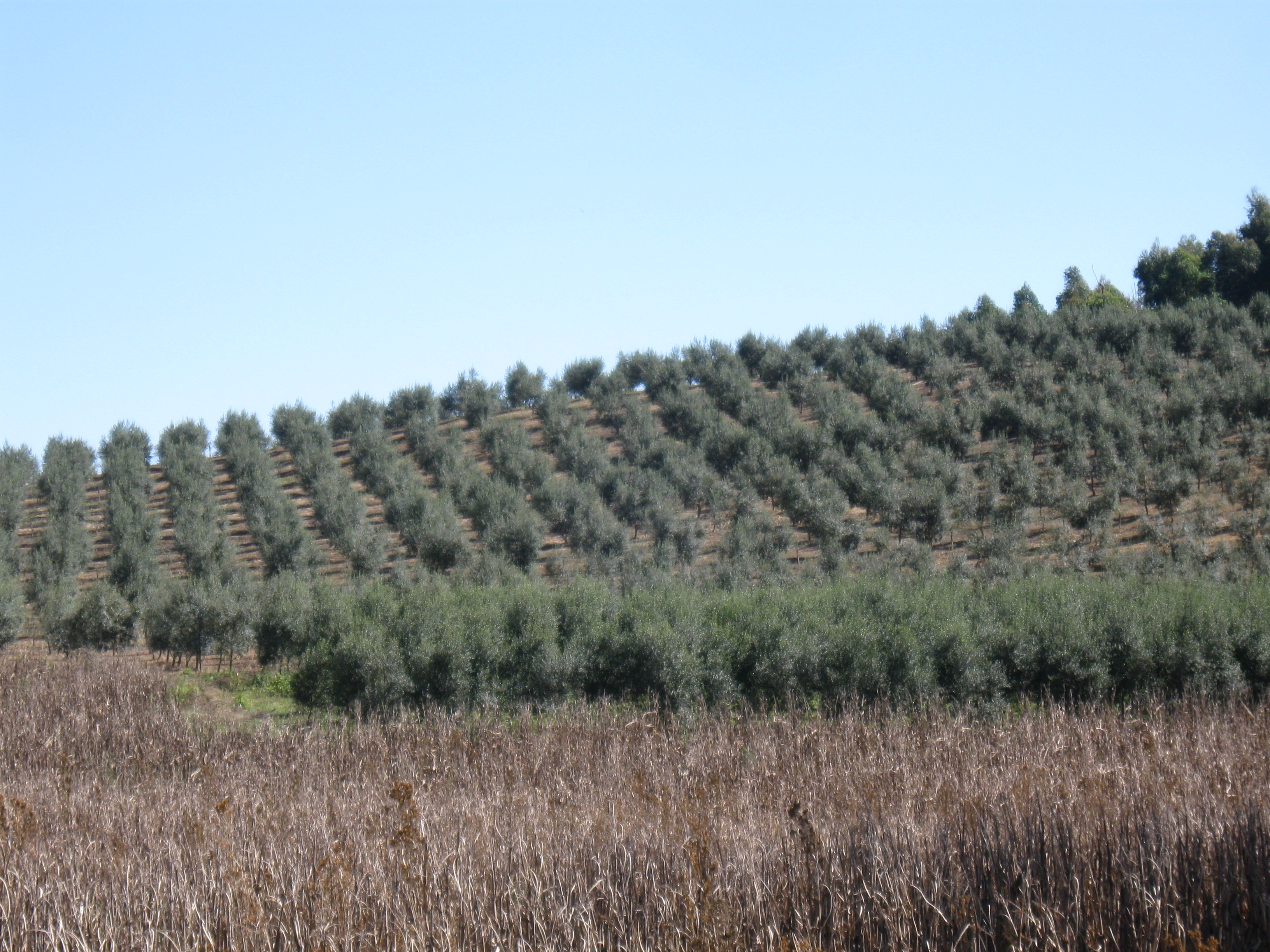
بستان زيتون في البرازيل

يزرع في ألبانيا والجزائر والأرجنتين وأستراليا وبوليفيا والبرازيل وتشيلي، فلسطين، مصر، فرنسا، إسرائيل، ليبيا، المكسيك، البرتغال، المملكة العربية السعودية، إسبانيا : مناطق البسيط، ألميريا، الأندلس، أراغون، أفيلا، برشلونة، كاتالونيا، قرطبة، كوينكا، جيرونا، غرناطة، غوادالاخارا، هويسكا، ليدا، مدريد، إشبيلية، تاراغونا، تيرويل، وسرقسطة، جنوب إفريقيا، تركيا والولايات المتحدة.

## الخصائص الزراعية
أشجار الأربيكينا قابلة للتكيف مع الظروف المناخية والتربة المختلفة، تعمل بشكل أفضل في التربة القلوية، يزدهر في فصول الصيف الطويلة والحارة والجافة، ولكنه مقاوم للصقيع ومقاوم للآفات.

## الغذاء
يستخدم كزيتون مائدة، وأيضًا يحتوي على واحد من أعلى تركيزات الزيت، وبالتالي يستخدم في الغالب لإنتاج زيت الزيتون. يعد الحصاد سهلاً نظرًا لأن الأشجار عادةً ما تكون منخفضة على الأرض وتسمح بسهولة قطفها يدويًا. الزيوت المصنوعة من الأربيكينا بشكل عام تكون زبدانية، فاكهية، وخفيفة جدًا في النكهة، لأنها منخفضة في مادة البوليفينول.